# Talpó muntanyenc
El talpó muntanyenc o talpó agrest (Microtus agrestis) viu a l'àrea compresa entre Europa i el nord d'Àsia.

## Descripció
És un talpó de cos robust, potes curtes i orelles pràcticament amagades pel pelatge, amb pèls llargs a les vores. La llargada de la cua correspon aproximadament a 1/3 de la longitud del cap més el cos.
La coloració dorsal és marró groguenca, mentre que la ventral pot anar del gris pissarra al blanc crema. La cua és clarament bicolor, fosca per sobre i clara per sota. Els exemplars joves presenten un pelatge de color gris fosc.
Dimensions corporals: cap + cos = 10,2 - 12,3 cm i cua = 2,8 i 4,6 cm.
Pes: 21 - 42 g.

## Hàbitat
Clarianes i llindars de bosc, preferentment amb marges de pedra coberts de bardisses per a amagar-s'hi. També se'l pot trobar en altres llocs coberts amb vegetació herbàcia.

## Costums
Crepuscular i nocturn, pot tenir tanmateix, una certa activitat diürna.
Mena una vida solitària i excava galeries curtes i superficials.

## Sinònims
- agrestoides, Hinton, 1910.
- angustifrons, Fatio, 1905.
- arcturus, Thomas, 1912.
- argyropoli, Ogniov, 1944.
- argyropuli, Ogniov, 1950.
- argyropuloi, Ogniov, 1952.
- armoricanus, Heim de Balsac i de Beaufort, 1966.
- bailloni, de Sélys Longchamps, 1841.
- britanicus, de Sélys Longchamps, 1847.
- bucklandii, Giebel, 1847.
- carinthiacus, Kretzoi, 1958.
- enez-groezi, Heim de Balsac i de Beaufort, 1966.
- estiae, Reinwaldt, 1927.
- exsul, Miller, 1908.
- fiona, Montagu, 1847.
- gregarius, Linnaeus, 1766.
- hirta, Bellamy, 1839.
- insul, Lydekker, 1909.
- insularis, Nilsson, 1844.
- intermedia, Bonaparte, 1845.
- latifrons, Fatio, 1905.
- luch, Barrett-Hamilton i Hinton, 1913.
- macgillivrayi, Barrett-Hamilton i Hinton, 1913.
- mial, Barrett-Hamilton i Hinton, 1913.
- mongol, Thomas, 1911.
- neglectus, Jenyns, 1841.
- nigra, Fatio, 1869.
- nigricans, Kerr, 1792.
- ognevi, Scalon, 1935.
- orioecus, Cabrera, 1924.
- pannonicus, Ehik, 1924.
- pallida, Melander, 1938.
- punctus, Montangu, 1923.
- rufa, Fatio, 1900.
- scaloni, Heptner, 1948.
- tridentinus, Dal Piaz, 1924.
- wettsteini, Ehik, 1928.

## Espècies semblants
En el talpó camperol, les orelles sobresurten clarament entre el pelatge.
El talpó comú té la cua d'un sol color.
El talpó pirinenc té dos parells de mamelles, i no quatre com el muntanyenc, i viu exclusivament per damunt dels 900 m d'altitud.